# プーケット深海港
座標: 北緯7度49分13.78秒 東経98度24分17.29秒 / 北緯7.8204944度 東経98.4048028度
プーケット深海港 （タイ語:ท่าเรือน้ำลึกภูเก็ต、英語：Phuket Deep Sea Port) は、タイ南部プーケット県にあるタイ王国の港湾の一つ。

## 概要
プーケット深海港は、アジア開発銀行の融資によって建設された深海港であり、民間会社チャオプラヤー・ターミナル・インターナショナル社が開港時から委託運営し、貨物船と客船ともに使用している。年間取引貨物量は貨物450,000トン。全長210m、9.4m喫水以上の船舶は接岸できない。また港の埠頭が小さすぎて大型客船が就航しているにもかかわらず接岸できない状況になっており、拡張計画が進められている。
海から港へ進入するためには、外洋から幅120m、水深9m、全長1.5kmの進入路を通る必要がある。港の北部には300m直径の旋回用の船溜がある。港湾は立地に恵まれており、浚渫をする必要がない。

## 所在地
- プーケット県 ムアンプーケット郡タムボン・ウィチット、サックデート通り沿い、マカム湾。
  - プーケット国際空港から南40km
  - プーケット市街地から南西15km

## 施設
同港の敷地面積26ヘクタール。2カ所のバースと4カ所の小型係船岸を持つ。2バースの総延長は360m。15,700㎡のオープンヤードと3,600㎡の貨物上屋が設置されている。さらにタグボート1隻（1600馬力）も保有。